# Ergert (Unternehmerfamilie)
Die Familie Ergert war eine österreichische Unternehmerfamilie.

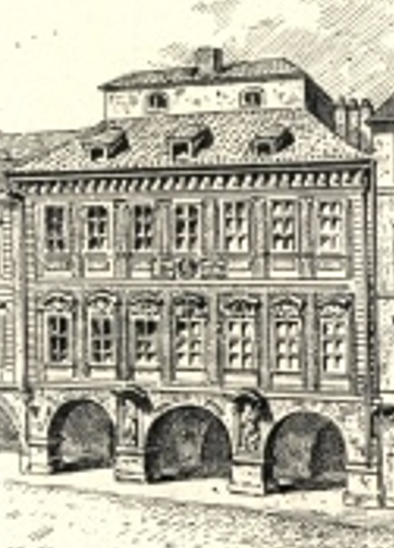
Das Bürgerhaus „Drei Kronen“ in der Prager Altstadt war das Wohn- und Geschäftshaus der Familie in Prag

Im Jahre 1753 errichtete Johann Jeremias Ergert eine Kattun-Manufaktur in der nordböhmischen Stadt Gabel. Unter Mitwirkung seines Sohnes Franz Ignaz Ergert entstand daraus eine frühindustrielle Fabrik, spätere „k.k. landesbefugte Cotton- und Tüchelfabrik Franz Ergert & Sohn“. Sie wurde um 1800 eine der Hauptproduktionsstätten für Baumwollwaren in Böhmen. Neben der Hauptfabrik existierten noch weitere selbständige Textilfärbereien, sowie Niederlassungen in Prag und Wien.
Die Familie stellte in der Stadt Gabel mehrere Ratsherren, drei Kommandanten des lokalen Scharfschützenkorps und einen Bürgermeister, sowie mehrere kaiserlich-österreichische Offiziere. Ein Zweig der Familie gehört nach der 1850 erfolgten Erhebung in den Adelstand zum österreichischen Adel. Nachkommen leben heute in Deutschland und Österreich.

## Namensträger
- Ignaz Ergert (1682–1749), Webmeister und Zunftschöffe
- Johann Ergert (1688–1742), kaiserlicher Offizier unter Prinz Eugen im Türkenkrieg (1714–1718), zeichnete sich 1735 als Hauptmann und Festungskommandant bei der Verteidigung der Burg Gonzaga gegen eine feindliche Übermacht besonders aus
- Johann Jeremias Ergert (1730–1798), Manufakturbesitzer, Zunftmeister und Gemeindeältester der Stadt Gabel
- Franz Ergert (1758–1831), österreichischer Fabrikant und Pionier der Industrialisierung
- Wenzel Ergert (1783–1847), Fabrikant, Ratsherr und Schützenhauptmann der Stadt Gabel
- Karl von Ergert (1795–1865), österreichischer Kavallerieoffizier
- Johann Ergert (1815–1876), k.k. Hauptmann, Träger des österreichischen Militärverdienstkreuzes (für außerordentliche Tapferkeit vor dem Feinde 1849)
- Joseph Ergert (1816–1879), Ingenieur, Erfinder und Sirup- und Spirituosenfabrikant in Jungbunzlau
- Wilhelm Ergert (1819–1892), österreichischer Fabrikant, Bürgermeister der Stadt Gabel
- Anton Ergert (1826–1888), Kaufmann, erster Stadtrat und Bezirksschulrat der Stadt Gabel
- Heinrich Ergert (1832–1875), Inhaber einer Seidenfärberei, Aussteller bei der Weltausstellung 1873 in Wien, Gründungsmitglied und Schriftführer des Gewerbevereins in Leitmeritz
- Friedrich Ergert (1836–1886), Buchhalter und Lyriker; Gründer und Obmann des Schiller-Vereins (1859–1869), Initiator und Gründungsmitglied des Joseph-Emanuel-Hilscher-Vereins (1861) und Obmann des Gewerbevereins (1881–1884) in Leitmeritz
- Joseph Silvester Ergert (1843–1894), Kaufmann, Gesellschafter der Textilfirma Wm. Rowland & Comp. in Wien, als Tenor Mitglied des Wiener Singvereins (1872–1888), Bergsteiger und frühes Mitglied des Österreichischen Alpenvereins
- Wilhelm Ergert (1854–1922), Beamter des k. k. Handelsministeriums und liberaler Politiker, Armenrat der Stadt Wien, Büroleiter des letzten liberalen Bürgermeisters von Wien
- Karl Joseph von Ergert (1867–1927), Ökonom, Sekretär des böhmischen Landtags, Gesellschafter der familieneigenen Saniped Unternehmung A. Freiherr von Gillern & Cie. in Wien (1912)
- Rudolf Ergert (1890–1968), österreichischer Historiker (Dr. phil.), Journalist (Chefredakteur der Egerer Zeitung) und sudetendeutscher Politiker (Ende der 1920er Jahre Generalsekretär der Deutschdemokratischen Freiheitspartei)
- Wilhelm Ergert (1895–1966), österreichischer und deutscher Nachrichtenoffizier
- Wilhelm Ergert (1919–1944), Hauptmann der Gebirgstruppe, Träger u. a. des Deutschen Kreuzes in Gold und des Kommandeurskreuzes des bulgarischen Militärverdienstordens
- Viktor Ergert (1918–1984), österreichischer Journalist und Historiker (Dr. phil.), Bevollmächtigter der Weltbürgerbewegung für Österreich (ab 1949)
- Hans Ergert (1925–2002), Jurist (Dr. jur.), österreichischer Finanzbeamter im Rang eines wirklichen Hofrats, u. a. Träger des Großen Ehrenzeichens, ehemaliger Leiter der Bezirksgruppe Krems des Österreichischen Naturschutzbundes
- Bernd E. Ergert (* 1940), deutscher Jäger, Historiker, Kunstmaler und Fachbuchautor, ehemaliger Direktor des Deutschen Jagd- und Fischereimuseums, Kulturpreisträger des Deutschen Jagdverbandes (1990)
- Armin Ergert (* 1981), Sportwissenschaftler, ehemaliger Spieler der Rugby-Bundesliga (Rugby Club Heidelberg)